# Danh sách tiểu hành tinh: 25701–25800
| Tên                | Tên đầu tiên | Ngày phát hiện      | Nơi phát hiện                      | Người phát hiện |
| ------------------ | ------------ | ------------------- | ---------------------------------- | --------------- |
| 25701 Alexkeeler   | 2000 AE128   | 5 tháng 1 năm 2000  | Socorro                            | LINEAR          |
| 25702 -            | 2000 AF128   | 5 tháng 1 năm 2000  | Socorro                            | LINEAR          |
| 25703 -            | 2000 AH128   | 5 tháng 1 năm 2000  | Socorro                            | LINEAR          |
| 25704 Kendrick     | 2000 AO128   | 5 tháng 1 năm 2000  | Socorro                            | LINEAR          |
| 25705 -            | 2000 AU128   | 5 tháng 1 năm 2000  | Socorro                            | LINEAR          |
| 25706 Cekoscielski | 2000 AU139   | 5 tháng 1 năm 2000  | Socorro                            | LINEAR          |
| 25707 -            | 2000 AQ141   | 5 tháng 1 năm 2000  | Socorro                            | LINEAR          |
| 25708 Vedantkumar  | 2000 AU141   | 5 tháng 1 năm 2000  | Socorro                            | LINEAR          |
| 25709 -            | 2000 AP142   | 5 tháng 1 năm 2000  | Socorro                            | LINEAR          |
| 25710 Petelandgren | 2000 AL151   | 8 tháng 1 năm 2000  | Socorro                            | LINEAR          |
| 25711 Lebovits     | 2000 AE152   | 8 tháng 1 năm 2000  | Socorro                            | LINEAR          |
| 25712 -            | 2000 AQ158   | 3 tháng 1 năm 2000  | Socorro                            | LINEAR          |
| 25713 -            | 2000 AM159   | 3 tháng 1 năm 2000  | Socorro                            | LINEAR          |
| 25714 Aprillee     | 2000 AW160   | 3 tháng 1 năm 2000  | Socorro                            | LINEAR          |
| 25715 Lizmariemako | 2000 AY162   | 5 tháng 1 năm 2000  | Socorro                            | LINEAR          |
| 25716 -            | 2000 AE164   | 5 tháng 1 năm 2000  | Socorro                            | LINEAR          |
| 25717 Ritikmal     | 2000 AW168   | 7 tháng 1 năm 2000  | Socorro                            | LINEAR          |
| 25718 -            | 2000 AH170   | 7 tháng 1 năm 2000  | Socorro                            | LINEAR          |
| 25719 -            | 2000 AV171   | 7 tháng 1 năm 2000  | Socorro                            | LINEAR          |
| 25720 Mallidi      | 2000 AO172   | 7 tháng 1 năm 2000  | Socorro                            | LINEAR          |
| 25721 Anartya      | 2000 AA174   | 7 tháng 1 năm 2000  | Socorro                            | LINEAR          |
| 25722 Evanmarshall | 2000 AV174   | 7 tháng 1 năm 2000  | Socorro                            | LINEAR          |
| 25723 Shamascharak | 2000 AX174   | 7 tháng 1 năm 2000  | Socorro                            | LINEAR          |
| 25724 -            | 2000 AM179   | 7 tháng 1 năm 2000  | Socorro                            | LINEAR          |
| 25725 McCormick    | 2000 AW180   | 7 tháng 1 năm 2000  | Socorro                            | LINEAR          |
| 25726 -            | 2000 AD181   | 7 tháng 1 năm 2000  | Socorro                            | LINEAR          |
| 25727 Karsonmiller | 2000 AN182   | 7 tháng 1 năm 2000  | Socorro                            | LINEAR          |
| 25728 -            | 2000 AU187   | 8 tháng 1 năm 2000  | Socorro                            | LINEAR          |
| 25729 -            | 2000 AV187   | 8 tháng 1 năm 2000  | Socorro                            | LINEAR          |
| 25730 -            | 2000 AY189   | 8 tháng 1 năm 2000  | Socorro                            | LINEAR          |
| 25731 -            | 2000 AL193   | 8 tháng 1 năm 2000  | Socorro                            | LINEAR          |
| 25732 -            | 2000 AZ193   | 8 tháng 1 năm 2000  | Socorro                            | LINEAR          |
| 25733 -            | 2000 AG194   | 8 tháng 1 năm 2000  | Socorro                            | LINEAR          |
| 25734 -            | 2000 AO195   | 8 tháng 1 năm 2000  | Socorro                            | LINEAR          |
| 25735 -            | 2000 AS195   | 8 tháng 1 năm 2000  | Socorro                            | LINEAR          |
| 25736 -            | 2000 AP196   | 8 tháng 1 năm 2000  | Socorro                            | LINEAR          |
| 25737 -            | 2000 AK198   | 8 tháng 1 năm 2000  | Socorro                            | LINEAR          |
| 25738 -            | 2000 AO198   | 8 tháng 1 năm 2000  | Socorro                            | LINEAR          |
| 25739 -            | 2000 AJ202   | 10 tháng 1 năm 2000 | Socorro                            | LINEAR          |
| 25740 -            | 2000 AR202   | 10 tháng 1 năm 2000 | Socorro                            | LINEAR          |
| 25741 -            | 2000 AF222   | 8 tháng 1 năm 2000  | Kitt Peak                          | Spacewatch      |
| 25742 -            | 2000 AV228   | 7 tháng 1 năm 2000  | Anderson Mesa                      | LONEOS          |
| 25743 -            | 2000 AA229   | 7 tháng 1 năm 2000  | Anderson Mesa                      | LONEOS          |
| 25744 Surajmishra  | 2000 AW233   | 5 tháng 1 năm 2000  | Socorro                            | LINEAR          |
| 25745 -            | 2000 AC242   | 7 tháng 1 năm 2000  | Anderson Mesa                      | LONEOS          |
| 25746 -            | 2000 AF242   | 7 tháng 1 năm 2000  | Anderson Mesa                      | LONEOS          |
| 25747 -            | 2000 AH242   | 7 tháng 1 năm 2000  | Anderson Mesa                      | LONEOS          |
| 25748 -            | 2000 AP243   | 7 tháng 1 năm 2000  | Socorro                            | LINEAR          |
| 25749 -            | 2000 BP3     | 27 tháng 1 năm 2000 | Oizumi                             | T. Kobayashi    |
| 25750 -            | 2000 BB4     | 28 tháng 1 năm 2000 | Rock Finder                        | W. K. Y. Yeung  |
| 25751 Mokshagundam | 2000 BS6     | 25 tháng 1 năm 2000 | Socorro                            | LINEAR          |
| 25752 -            | 2000 BE8     | 29 tháng 1 năm 2000 | Socorro                            | LINEAR          |
| 25753 -            | 2000 BC14    | 28 tháng 1 năm 2000 | Uenohara                           | N. Kawasato     |
| 25754 -            | 2000 BJ14    | 28 tháng 1 năm 2000 | Oizumi                             | T. Kobayashi    |
| 25755 -            | 2000 BR14    | 28 tháng 1 năm 2000 | Oizumi                             | T. Kobayashi    |
| 25756 -            | 2000 BZ16    | 30 tháng 1 năm 2000 | Socorro                            | LINEAR          |
| 25757 -            | 2000 BS20    | 26 tháng 1 năm 2000 | Kitt Peak                          | Spacewatch      |
| 25758 -            | 2000 BZ29    | 30 tháng 1 năm 2000 | Socorro                            | LINEAR          |
| 25759 -            | 2000 BH30    | 25 tháng 1 năm 2000 | Đài thiên văn Bergisch Gladbach    | W. Bickel       |
| 25760 -            | 2000 BF34    | 30 tháng 1 năm 2000 | Catalina                           | CSS             |
| 25761 -            | 2000 BV45    | 28 tháng 1 năm 2000 | Kitt Peak                          | Spacewatch      |
| 25762 -            | 2000 CO2     | 2 tháng 2 năm 2000  | Oizumi                             | T. Kobayashi    |
| 25763 Naveenmurali | 2000 CN4     | 2 tháng 2 năm 2000  | Socorro                            | LINEAR          |
| 25764 Divyanag     | 2000 CQ11    | 2 tháng 2 năm 2000  | Socorro                            | LINEAR          |
| 25765 Heatherlynne | 2000 CS11    | 2 tháng 2 năm 2000  | Socorro                            | LINEAR          |
| 25766 Nosarzewski  | 2000 CX17    | 2 tháng 2 năm 2000  | Socorro                            | LINEAR          |
| 25767 Stevennoyce  | 2000 CG20    | 2 tháng 2 năm 2000  | Socorro                            | LINEAR          |
| 25768 Nussbaum     | 2000 CD24    | 2 tháng 2 năm 2000  | Socorro                            | LINEAR          |
| 25769 Munaoli      | 2000 CL24    | 2 tháng 2 năm 2000  | Socorro                            | LINEAR          |
| 25770 -            | 2000 CV24    | 2 tháng 2 năm 2000  | Socorro                            | LINEAR          |
| 25771 -            | 2000 CW25    | 2 tháng 2 năm 2000  | Socorro                            | LINEAR          |
| 25772 Ashpatra     | 2000 CB27    | 2 tháng 2 năm 2000  | Socorro                            | LINEAR          |
| 25773 -            | 2000 CX27    | 2 tháng 2 năm 2000  | Socorro                            | LINEAR          |
| 25774 -            | 2000 CA29    | 2 tháng 2 năm 2000  | Socorro                            | LINEAR          |
| 25775 Danielpeng   | 2000 CF31    | 2 tháng 2 năm 2000  | Socorro                            | LINEAR          |
| 25776 -            | 2000 CG32    | 2 tháng 2 năm 2000  | Socorro                            | LINEAR          |
| 25777 -            | 2000 CE34    | 4 tháng 2 năm 2000  | Đài thiên văn Zvjezdarnica Višnjan | K. Korlević     |
| 25778 Csere        | 2000 CQ34    | 4 tháng 2 năm 2000  | Ondřejov                           | P. Kušnirák     |
| 25779 -            | 2000 CF35    | 2 tháng 2 năm 2000  | Socorro                            | LINEAR          |
| 25780 -            | 2000 CS37    | 3 tháng 2 năm 2000  | Socorro                            | LINEAR          |
| 25781 Rajendra     | 2000 CF38    | 3 tháng 2 năm 2000  | Socorro                            | LINEAR          |
| 25782 -            | 2000 CX38    | 3 tháng 2 năm 2000  | Socorro                            | LINEAR          |
| 25783 Brandontyler | 2000 CM39    | 4 tháng 2 năm 2000  | Socorro                            | LINEAR          |
| 25784 -            | 2000 CU42    | 2 tháng 2 năm 2000  | Socorro                            | LINEAR          |
| 25785 -            | 2000 CY45    | 2 tháng 2 năm 2000  | Socorro                            | LINEAR          |
| 25786 -            | 2000 CN46    | 2 tháng 2 năm 2000  | Socorro                            | LINEAR          |
| 25787 -            | 2000 CF49    | 2 tháng 2 năm 2000  | Socorro                            | LINEAR          |
| 25788 -            | 2000 CE51    | 2 tháng 2 năm 2000  | Socorro                            | LINEAR          |
| 25789 -            | 2000 CK53    | 2 tháng 2 năm 2000  | Socorro                            | LINEAR          |
| 25790 -            | 2000 CW57    | 5 tháng 2 năm 2000  | Socorro                            | LINEAR          |
| 25791 -            | 2000 CM61    | 2 tháng 2 năm 2000  | Socorro                            | LINEAR          |
| 25792 -            | 2000 CZ62    | 2 tháng 2 năm 2000  | Socorro                            | LINEAR          |
| 25793 Chrisanchez  | 2000 CS65    | 4 tháng 2 năm 2000  | Socorro                            | LINEAR          |
| 25794 -            | 2000 CF71    | 7 tháng 2 năm 2000  | Socorro                            | LINEAR          |
| 25795 -            | 2000 CS79    | 8 tháng 2 năm 2000  | Kitt Peak                          | Spacewatch      |
| 25796 -            | 2000 CT81    | 4 tháng 2 năm 2000  | Socorro                            | LINEAR          |
| 25797 -            | 2000 CG82    | 4 tháng 2 năm 2000  | Socorro                            | LINEAR          |
| 25798 Reneeschaaf  | 2000 CU82    | 4 tháng 2 năm 2000  | Socorro                            | LINEAR          |
| 25799 Anmaschlegel | 2000 CC83    | 4 tháng 2 năm 2000  | Socorro                            | LINEAR          |
| 25800 Glukhovsky   | 2000 CG83    | 4 tháng 2 năm 2000  | Socorro                            | LINEAR          |